# Data Documentation Initiative
Pour les articles homonymes, voir DDI.
Data Documentation Initiative (DDI) est un projet international initié en 1995 destiné à créer et maintenir un standard de documentation technique pour décrire et conserver les informations statistiques et plus globalement les informations et données d'enquêtes en sciences humaines et sociales. 
En effet, la réexploitation des données d’enquête nécessite une documentation détaillée et fiable pour autoriser de nouveaux traitements statistiques. Cette documentation d'enquête est constituée d’une part des instruments de recueil des données (questionnaires et formulaires) et des référentiels qui ont permis de coder l’information (nomenclatures, dictionnaires de codes ou de variables). La standardisation de cette documentation et du format des fichiers qui la compose facilite à la fois la recherche (variété et richesse des modes de recherche dans les répertoires) et la réexploitation de ces données dans de nouvelles études grâce à la précision des données de contexte.
Les 34 membres actuels de l'Alliance sont des institutions spécialisées de très nombreux pays, dont le Réseau Canadien des Centres de Données de Recherche (RCCDR) ou Statistique Canada,.

## Spécifications DDI
La spécification DDI, écrite en XML, fournit un format pour le contenu, l'échange, et la conservation des informations liées à une étude, ses résultats et les données de l'étude elles-mêmes.
La version 3.1 de 2009 du standard DDI, corrigée en octobre 2010 est la version courante.
Cette version 3.0 prend en compte l'ensemble du cycle de vie de production d'une étude, de la conception à la réexploitation de ses résultats. Il existe une spécification allégée pour documenter des données d'enquêtes simples : DDI-Codebook.
Pour certaines données (Temps, Unité, Événements d'un cycle de vie, ...), des vocabulaires contrôlés sont proposés pour répondre aux exigences de réutilisation et d'interopérabilité des données entre études.
La communauté DDI a également créé différentes ressources pour aider au développement du format normalisé : une foire aux questions, des outils, des documents de communication et des évènements, des exemples.

## Relations entre DDI et SDMX
SDMX est une initiative visant à promouvoir les échanges de données et de métadonnées statistiques. Ce format a été conçu par différentes grandes institutions productrices et utilisatrices de données statistiques comme l'office statistique des Communautés européennes (Eurostat), l'Organisation de coopération et de développement économiques (OCDE) ou l'Organisation des Nations unies (division statistiques). 

Ces deux formats, DDI et SDMX, peuvent être exploités complémentairement, et font l'objet d'études comparées,.

## Déploiement du standard DDI dans les pays francophones
Après une décennie passée à tester, amender et faire évoluer le standard et les outils associés, on assiste aujourd'hui à un fort déploiement de réservoirs de données d'études et d'enquêtes documentées selon le standard DDI.

### En France
Quetelet-Progedo-Diffusion (ex-Réseau Quetelet) est chargé en France de l'archivage et de la diffusion des données pour les sciences humaines et sociales. Le Réseau Quetelet a réalisé en 2004 une traduction en français d'une des premières versions du standard (1.2.2). Aujourd'hui, chacun des partenaires de Quetelet-Progedo-Diffusion - le CASD (Centre d'Accès Sécurisé Distant aux données), le CDSP (Centre de données socio-politiques de Sciences Po), le service de données ADISP de l'Infrastructure de Recherche étoile (IR*) Progedo et l'Ined (Institut national d'études démographiques) - propose une documentation des données à la norme DDI (sous Nesstar).

### Afrique
Certains pays d'Afrique proposent des informations statistiques nationales sous ce format, comme le catalogue proposé par l'Agence Nationale de la Statistique et de la Démographie (Sénégal), par l'Institut National du Niger ou le Mali (Recensement Général de l'Agriculture 2004/2005).